# Opuntia pyriformis
Opuntia pyriformis ist eine Pflanzenart in der Gattung der Opuntien (Opuntia) aus der Familie der Kakteengewächse (Cactaceae). Das Artepitheton pyriformis leitet sich von den lateinischen Worten pyrus für ‚Birne‘ sowie -formis für ‚-geformt‘ ab und verweist auf die Form der Triebabschnitte der Art.

## Beschreibung
Opuntia pyriformis wächst baumförmig mit aufwärts und seitwärts verlängerten Zweigen und erreicht Wuchshöhen von 3 bis 5 Meter. Die gräulichen, birnenförmigen Triebabschnitte sind bis zu 18 Zentimeter und mehr lang. Die kleinen Areolen stehen eng beieinander. Die ein bis zwei gelblichen Dornen, an alten Areolen sind es gelegentlich mehr, sind schlank, schwach und 1 bis 2,2 Zentimeter lang.
Die Blüten sind gelb. Die etwas gehöckerten, nicht bedornten Früchte sind bis zu 4 Zentimeter lang.

## Verbreitung und Systematik
Opuntia pyriformis ist in den mexikanischen Bundesstaaten Durango und Zacatecas verbreitet.
Die Erstbeschreibung durch Joseph Nelson Rose wurde 1909 veröffentlicht.

## Nachweise